# Gargano
El Gargano és un promontori de la costa oriental italiana, conegut amb el sobrenom de «l'esperó d'Itàlia». Té una extensió de 2100 km², dels quals 11 estan ocupats per dos llacs (el llac de Lesina i el llac de Varano), mentre que la resta forma un massís amb cotes de fins a 1.065 msnm (mont Calvo); però no tota aquesta àrea és espai natural, històricament es parla del Gargano en referència als 17 municipis de la província de Foggia que ocupen aquest territori. El territori no habitat és considerat un parc natural o àrea protegida.

## Etimologia

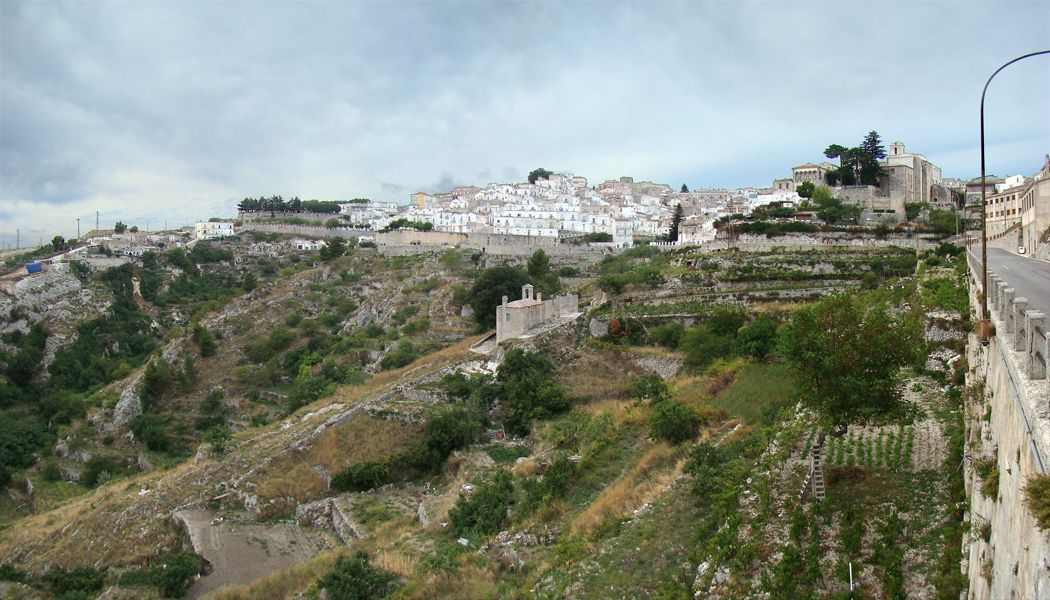
El Monte Sant'Angelo, un municipi en un lloc elevat del Gargano

Virgili, Estrabó, Horaci, Plini el Vell i altres escriptors de l'antiguitat ja en feien esment amb el nom llatí de Mons Garganus, conegut en català com el mont Gargà, escenari d'una batalla el 72 aC entre la legió romana de Luci Gel·li Publícola i l'esclau rebel Crix. Però l'origen del nom és encara més antic, tant que es desconeix amb certesa quan i com va sorgir. Són moltes les hipòtesis que s'han presentat.

- Matteo Fraccacreta proposa que podria derivar d'un terme grec pronunciat gargàreos, que seria com una mena d'onomatopeia en referència a la fressa de les aigües xocant contra aquest promontori. Altres partidaris d'aquest origen, com Michelangelo Manicore, el relacionen amb el significat d'«alegria» o «lloc pla».[1]
- Giacomo Racioppi li dona també un origen grec, concretament relacionat amb la ciutat de Gargara, a l'Epir, i voldria dir «muntanya rupestre».
- Michele Cesare Rebechi creu que deriva d'una paraula persa que sona pergorga i voldria dir «país dels llops».
- Giuseppe De Leonardis pensa que podria tenir un origen fenici i seria una simplificació de l'«argos de Janus», és a dir, que significaria «la nau de Janus».
- Attilio Cattabeni també creu que podria derivar d'un nom de persona, el qui va guiar la segona colònia romana a Sipontum.
- Michele De Angelis creu que el nom és de procedència grega i que el devien posar els primers pobladors d'aquest lloc provinents de la Gargara de la Tròade o bé de la de l'Epir.[2]

## Geografia humana

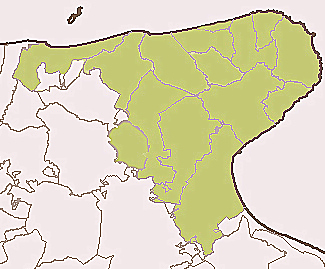
Territoris municipals del Gargano

Dins el territori del Gargano hi ha 17 municipis, tots ells inclosos a la província de Foggia, a la regió de la Pulla.
- Els situats a la costa:
  - Mattinata, Peschici, Rodi Garganico, Manfredònia, Vieste

- Els que tenen part del seu territori a la costa:
  - Ischitella (districte de Foce Varano), Vico del Gargano (districtes de San Menaio i Calenella), Lesina (districte de Marina di Lesina), San Nicandro Garganico (districte de Torre Mileto), Cagnano Varano (el Capojale), Monte Sant'Angelo (districte de Macchia).

- Els municipis de l'interior:
  - Carpino, Rignano Garganico, San Giovanni Rotondo, San Marco in Lamis, Apricena, Poggio Imperiale.

## Geografia física

### Territori
De nord a est el Gargano està envoltat per la mar Adriàtica, a l'oest confina amb una plana anomenada Tavoliere delle Puglie i al sud en part amb el Tavoliere, i en part amb la mar en el tram que va des de Manfredònia fins a Vieste.
La línia imaginària que separa el Gargano de la resta de la província de Foggia és la que va des del punt més occidental del golf de Manfredònia fins a l'extrem sud-oriental del Molise.

### Geologia

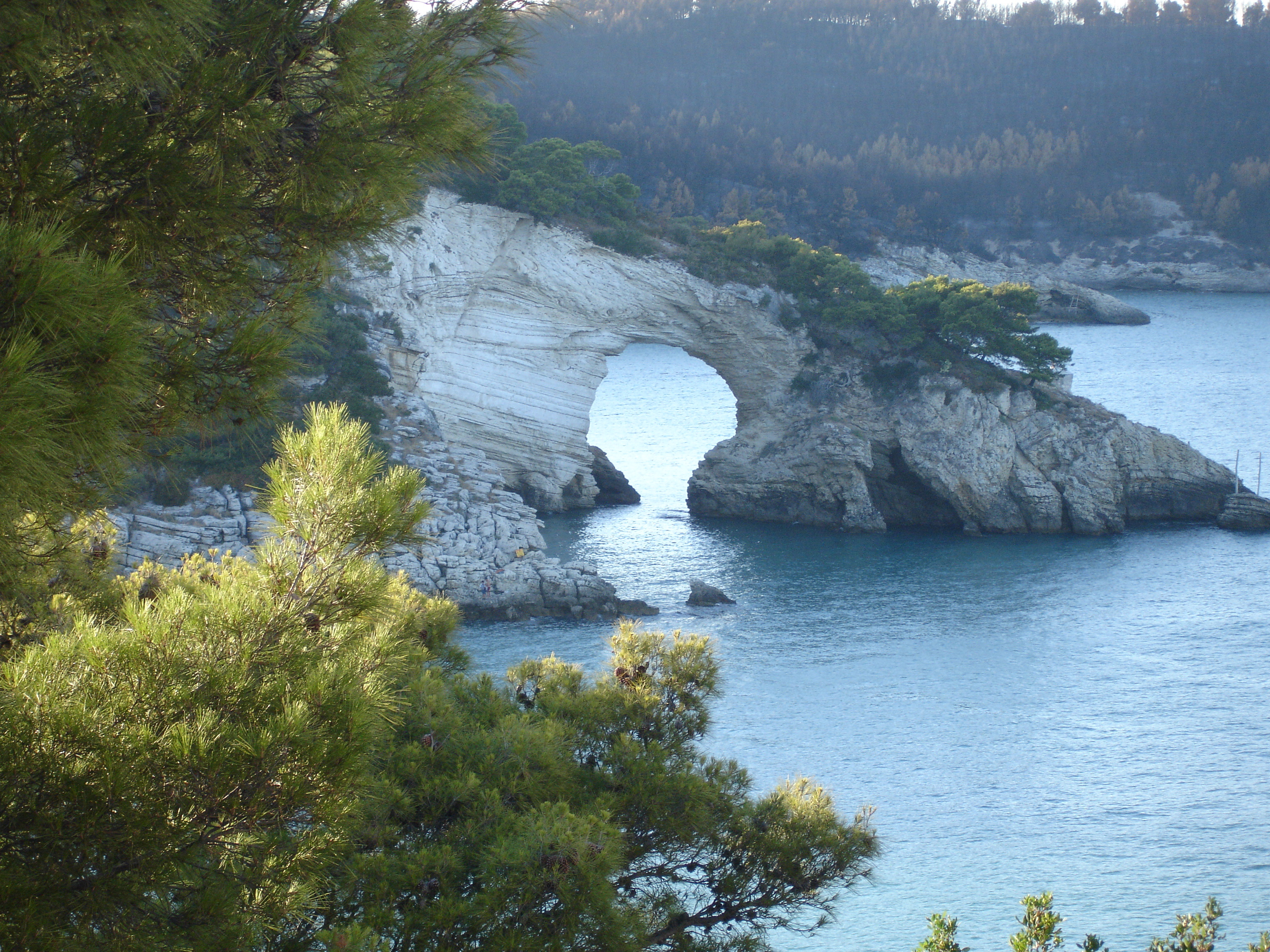
Paisatge costaner del Gargano

Aquesta àrea es va començar a formar durant el període Juràssic amb el començament de la sedimentació del que ara són les seves roques, en un moment en què estava exposat a una latitud i unes condicions climàtiques molt diferents. típicament tropicals.
Altres roques de sedimentació del Gargano es van formar en un ambient marí i després van sorgir a l'exterior per les oscil·lacions del terreny degudes al fenomen de la tectònica de plaques. La primera elevació sembla que es va produir durant el Miocè i va continuar en fases alternes durant el Pliocè, quan aquesta regió va començar a assumir la forma actual, modelada per l'acció dels agents atmosfèrics i pel fenomen càrstic. Els moviments d'elevació es van continuar donant durant el Plistocè, quan els humans van començar a habitar l'indret i, fins i tot avui dia, s'enregistren lleus moviments sísmics.
El Gargano té, a prop de la mar, un aflorament de roques volcàniques, la Punta delle Pietre Nere, que es van originar en el Triàsic.

### Orografia

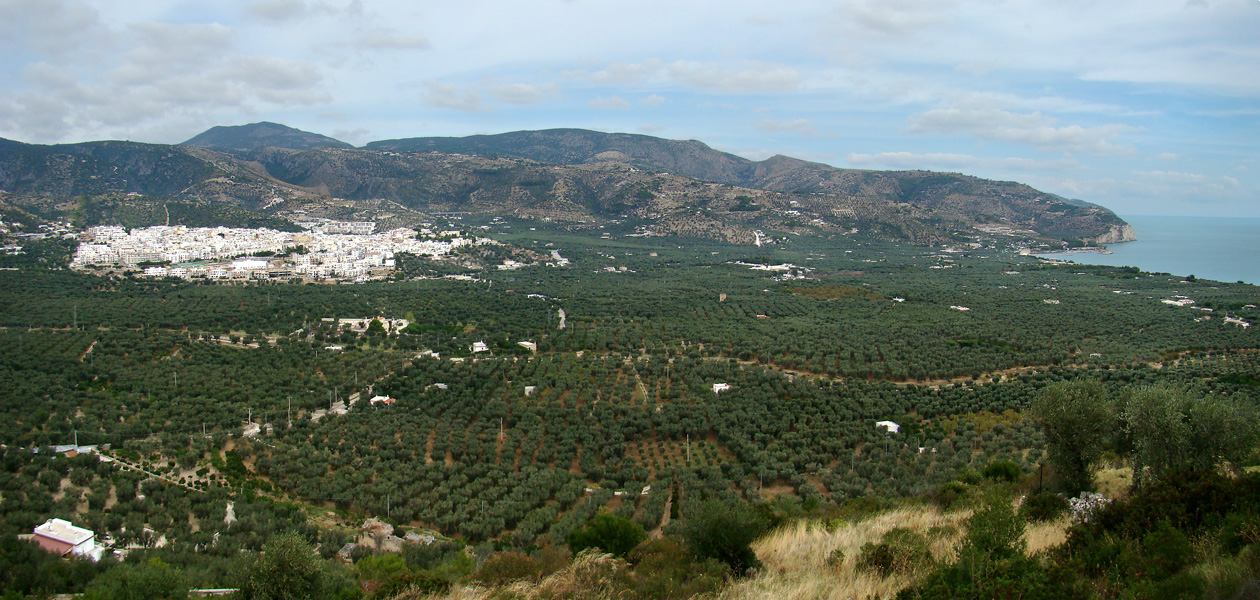
zona boscosa al voltant de Mattinata

L'orografia del Gargano és diversa. Hi ha diferències altimètriques notables: en alguns punts, en trams de menys de deu quilòmetres en línia recta, es passa dels mil metres d'altitud a estar a ran de mar. El cim més alt fa 1.065 msnm. L'extensió de tota l'àrea és d'aproximadament 2.100 km², dels quals 11 estan ocupats per dos llacs, el de Lesina i el de Varano.
L'accentuada elevació de la costa del Gargano és peculiaritat excepcional respecte a la resta de la façana litoral adriàtica al sud d'Ancona. Una altra peculiaritat està en les dades forestals: més de 39.000 hectàrees, gairebé el 18% del territori gargànic, està cobert per boscos i màquia mediterrània, en una regió, la Pulla que té la xifra més baixa en boscos (7,5%) de tot Itàlia.

### Pedologia

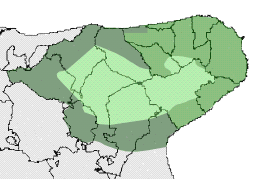
Subdivisions pedològiques del Gargano

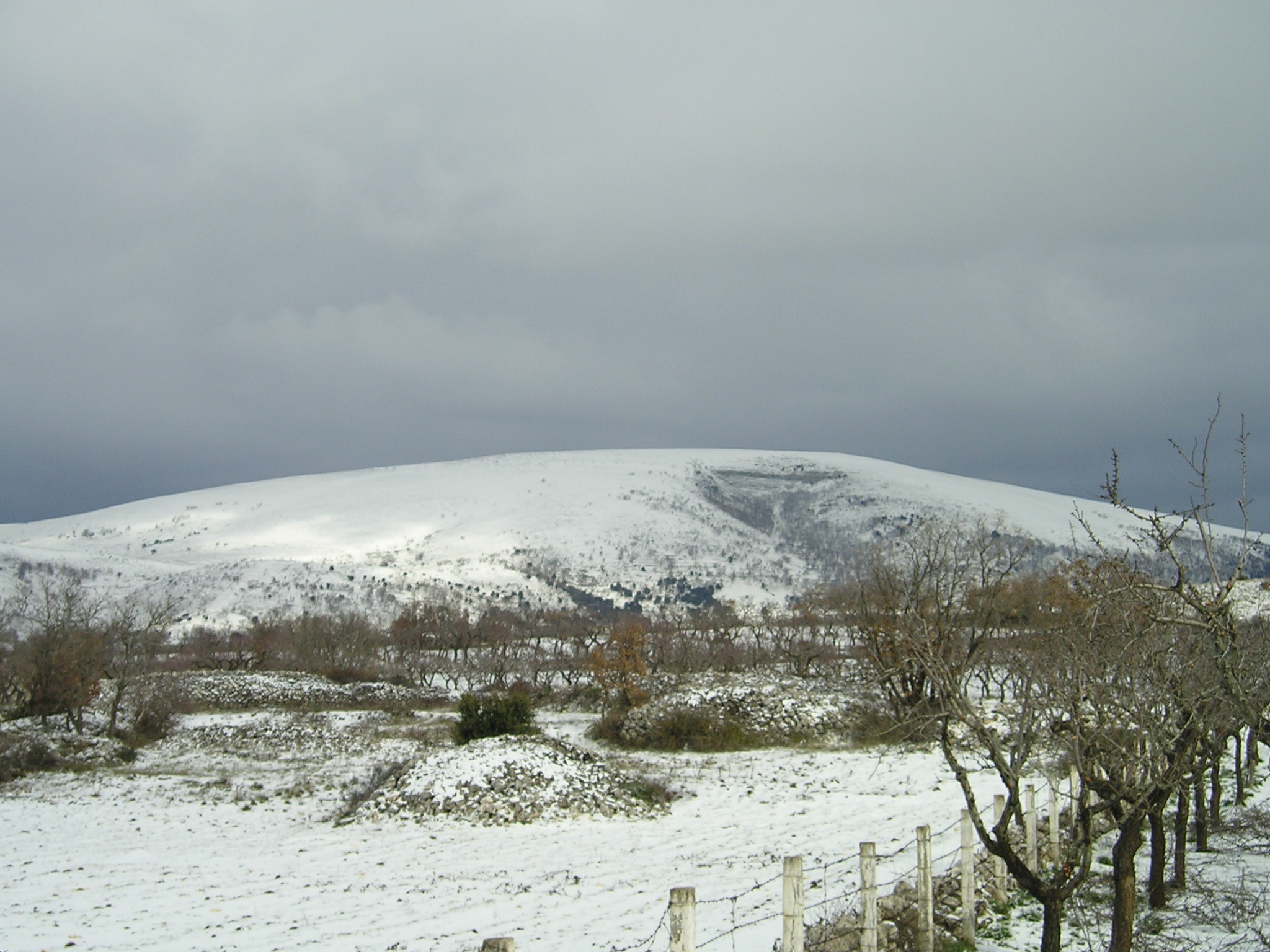
Cim del Mont Calvo a 1065 m, el més elevat del Gargano

Segons l'estudi del sòl, el Gargano es pot subdividir en tres zones:
- Relleu pedegarganic. Caracteritzat per cotes d'altimetria compreses entre els 50 i els 300 msnm i per una morfologia molt ondulada. L'ús d'aquest sòl està molt diversificat: oliveres, zones herbàcies emprades com a pastures i zones escarpades de màquia mediterrània. La presència de pedra calcària al terreny varia notablement d'una zona a l'altra.

- Valls fluvials. Caracteritzades per cotes altimètriques compreses entre el 0 i els 700 msnm, amb pendents pronunciats amb pocs espais de conreu (oliveres i hortes), mentre que els espais no conreats estan ocupats per màquies o boscos amb predomini d'alzines i faigs.

- Altiplans gargànics. Caracteritzat per cotes altimètriques compreses entre els 300 i els 1000 msnm, amb pendents suaus interrompudes per sobtades formacions escarpades relacionades amb el fenomen càrstic (dolines i valls). L'ús del sòl és bastant homogeni: pastures envoltades de boscos i sembrats en les zones més fèrtils. El sòl no és calcari o n'és escassament, només hi ha algunes concentracions de carbonats al subsòl i en profunditat.

### Hidrografia

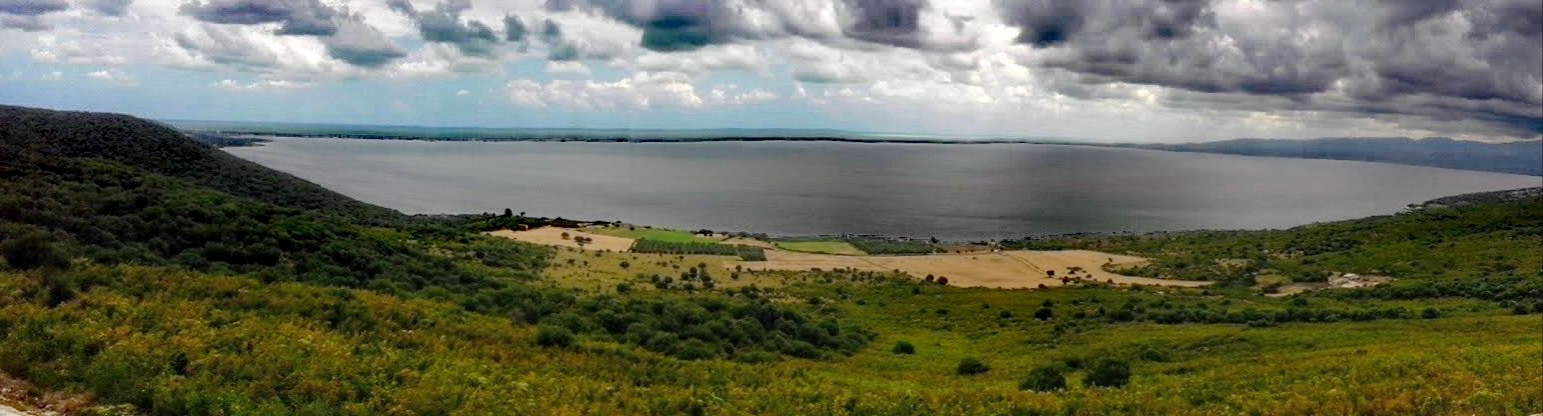
Llac de Varano

Al Gargano no hi ha una veritable xarxa hidrogràfica superficial. Llevat d'una petita excepció al nord, on es concentren uns pocs cursos d'aigua de limitada llargada i cabal variable segons les estacions, que desemboquen a la mar Adriàtica, al territori municipal de Vico del Gargano i de Rodi Garganico, i una part que fa cap als llacs costaners que tenen una extensió conjunta de 110 km², la resta del Gargano no té aigua en superfície.
En canvi, subterràniament és molt rica en aigua. La gran difusió del fenomen càrstic provoca la filtració immediata del 75% de les precipitacions que arriben al sòl. La distribució de roques de divers grau i tipus de permeabilitat, determina la presència de dos sistemes diferents d'aqüífers, dels quals l'un (a la falda principal) ocupa l'interior del promontori i l'altre (a la falda secundària) està circumscrit a la zona de Vico i d'Ischitella.
Al nord del Gargano i a prop de la costa estan els dos llacs:
- El llac de Lesina, de 24,4 km de llargada per 2,4 km d'ample i un perímetre de quasi 50 km és una massa d'aigua salada. Es divideix en dues conques: una menor coincidint amb la ubicació de l'homònima ciutat de Lesina i una altra més ampla dit Sacca Orientale. Les ribes d'aquest llac són lleugerament inclinades, el fons tendeix a ser fangós i suau, amb una profunditat mitjana de 90 cm, cosa que el fa el més superficial d'Itàlia.[10]
- El llac de Varano és el més gran de la Itàlia meridional (60,5 km²). La seva forma no és tan allargada com l'anterior, sinó més aviat trapezoïdal, està separat de la mar per una franja de terra de 10 km de llarg, anomenada l'Isola. Està alimentat per nombroses fonts subaquàtiques d'aigua dolça que procedeixen de les veïnes muntanyes de Cagnano Varano. En l'antiguitat aquest llac devia ser una cala que es va acabar tancant i les pujades de l'aigua del mar arribaven a les cases de la ciutat de Varano.[11]

## Clima

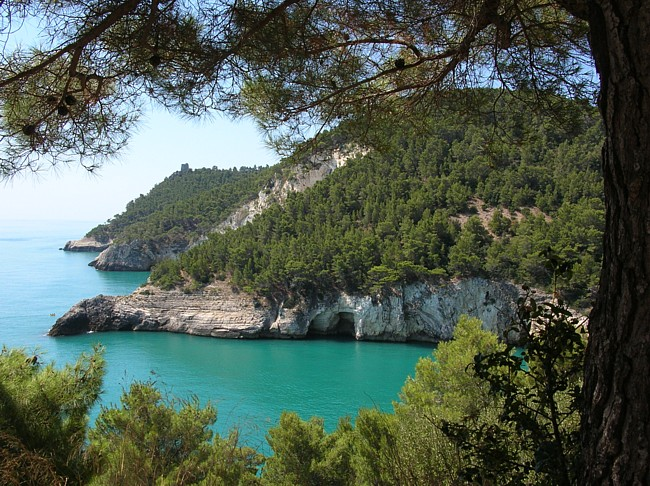
La costa a prop de Vieste

El clima del Gargano és típicament mediterrani, caracteritzat per precipitacions a l'hivern i a la primavera però amb estius secs. Les temperatures són suaus, no hi ha cap temperatura mitjana mensual que doni valors per sota de 0 °C.
Com que es tracta d'un territori muntanyós amb cotes de fins a 1000 m, però a la vora de la mar, es donen alguns fenòmens climàtics complexos. Els vents del nord acostumen a anar carregats d'humitat però en trobar-se el pas barrat pel les muntanyes del Gargano, es produeixen precipitacions de convecció. El vessant sud està sovint afectat pel xaloc que, s'emporta la major part de la humitat dels Apenins Meridionals, causant altes temperatures i sequera. En conseqüència les precipitacions són modestes, però no insignificants a la costa nord i sensiblement elevades a la part alta de les muntanyes mentre que són mínimes a la part meridional. El microclima que en resulta és molt favorable per la proliferació de vegetació de tipus mediterrània.